# 那谷寺駅
那谷寺駅（なたでらえき）は、石川県小松市那谷町に存在した北陸鉄道連絡線（加南線）の駅である。1962年（昭和37年）に廃駅となった。

## 概要
那谷寺の最寄駅で、紅葉シーズンには大勢の観光客で賑わった。

## 歴史
- 1914年（大正3年）11月1日：温泉電軌の駅として開業。
- 1943年（昭和18年）10月13日：合併により北陸鉄道の駅となる。
- 1953年（昭和28年）3月20日：那谷寺変電所を新設。
- 1958年（昭和33年）10月10日：新駅舎完成。
- 1962年（昭和37年）11月23日：連絡線宇和野駅 - 粟津温泉駅間廃止により廃駅。

## 駅構造
島式ホーム1面2線と貨物側線を有し、変電所も置かれていた。

## 廃止後
駅構内は道路になっている。

## 隣の駅
北陸鉄道
連絡線
栄谷駅 - 那谷寺駅 - 馬場駅